# The High Note
The High Note (Verweistitel: L.A. Love Songs – Der Sound meines Lebens) ist ein US-amerikanischer Spielfilm von Nisha Ganatra aus dem Jahr 2020, der am 29. Mai 2020 in den Vereinigten Staaten und am 12. Juni 2020 in Deutschland als Video-on-Demand erschien.

## Handlung
Maggie Sherwoode arbeitet seit einigen Jahren als persönliche Assistentin der erfolgreichen R&B-Sängerin Grace Davis, die allerdings seit geraumer Zeit kein neues Material mehr veröffentlicht hat. Maggie strebt selbst eine Karriere als Musikproduzentin an und remixt Graces Songs in ihrer Freizeit ohne deren Wissen. Graces Manager Jack Robertson will sie überreden, ein langjähriges Engagement in Las Vegas anzunehmen, was aber das Ende der von ihr geliebten Tourneen bedeuten würde.
Maggie lernt in einem Supermarkt den jungen Musiker David Cliff kennen, der sie nach einem Auftritt zu einer Party in seiner Wohnung einlädt. Obwohl David nur auf kleinen Bühnen auftritt, scheint er recht vermögend zu sein. Maggie ist von seinem Gesang beeindruckt und behauptet, eine professionelle Musikproduzentin zu sein, die mit ihm ein Album aufnehmen möchte. Während der Arbeit an den Aufnahmen kommen sich beide näher.
Grace ärgert sich derweil über Jacks Versuche, ihren Sound durch neue Produzenten modernisieren zu lassen. Maggie bietet Grace ihre eigene Version des Songs, die diese Version ohne Bezahlung oder Nennung Maggies als Produzentin veröffentlichen will. Maggie ist darüber dennoch erfreut, während Jack ihr unmissverständlich klarmacht, dass sie mit ihrem taktlosen Überrumpeln des anderen Produzenten seine Arbeit ruiniert hat. Grace möchte an einem neuen Album arbeiten, doch sowohl Jack als auch ihr Label sehen ihre einzige Chance in dem Engagement in Las Vegas. Maggie möchte sie überzeugen, nicht auf Jack und die Labelmanager zu hören, doch Grace belehrt sie nur darüber, dass schwarze Frauen ihres Alters selten Erfolg im Musikmarkt haben.
Zunächst sollte Ariana Grande als Künstlerin Graces Album-Veröffentlichung unterstützen. Nach ihrem kurzfristigen Rückzug von dieser Absprache, engagiert Maggie zunächst Dan Deakins für den Abend. Dann bittet sie Dans Assistenten um Hilfe, damit David an diesem Abend auftreten kann. Ihre Absprachen werden von Dan Deakins mitgehört, der in den Plan einwilligt, nachdem er Davids Lieder gehört hat.
Kurz vor der Party teilt Maggie Jack und Grace mit, dass Dan Deakins nicht auftreten kann, sie aber bereits einen Ersatzkünstler gefunden hat. Nachdem sie David gesteht, dass sie keine echte Produzentin, sondern nur Grace Davis’ persönliche Assistentin ist, verweigert er den Auftritt und verlässt verärgert die Party. Grace ist wütend, dass sie ohne Opening Act ihre Auftritt bestreiten muss und entlässt Maggie.
Diese zieht zurück zu ihrem Vater Max, der als Radio-DJ arbeitet. Ihr Vater ermutigt sie, mit David die Arbeit am Album fortzusetzen. Grace erkennt unterdessen, dass sie ihre loyale Assistentin vermisst. Sie besucht Maggie in der Wohnung ihres Vaters und entschuldigt sich widerstrebend. Dann engagiert sie Maggie als Produzentin und eröffnet ihr, dass sie bereits neue Songs geschrieben hat. Nachdem sie das erste dieser Stücke für Maggie gesungen hat, erscheint David. Dieser stellt Maggie Grace als seine entfremdete Mutter vor. Da seine Demo-Aufnahmen von Dan Deakins verschiedenen Labels präsentiert wurden, hat er bereits ein Vertragsangebot erhalten.
Bei seinem nächsten Auftritt holt David Grace auf die Bühne und eröffnet dem Publikum, dass sie seine Mutter sei. Beide singen ein Duett. Maggie beginnt mit den Arbeiten an Graces neuem Album.

## Produktion
Nachdem ursprünglich Wanuri Kahiu Regie führen sollte, übernahm Nisha Ganatra diese Position, die mit Late Night bereits einen ähnlich frauenzentrierten Film realisiert hatte, der in einer von Männern dominierten Welt spielt, allerdings der Welt der Late-Night-Shows, nicht der Musikszene Hollywoods. Das Drehbuch stammt von Flora Greeson. Dieses landete 2018, unter dem Titel „Covers“, auf der Blacklist der besten unverfilmten Ideen Hollywoods.
Tracee Ellis Ross, die Tochter der Motown-Sängerin Diana Ross, spielt die Pop-Diva Grace Davis, Dakota Johnson ihre Assistentin Maggie. Kelvin Harrison Jr. übernahm die Rolle von David Cliff.
Die Filmmusik komponierte Amie Doherty. Das von dem Rapper und Songwriter Rodney „Darkchild“ Jerkins produzierte Soundtrack-Album, das 13 Musikstücke und zwei weitere Bonustracks umfasst, soll am 29. Mai 2020 von Republic Records als Download veröffentlicht werden. Der erste Song, Love Myself performed von der Darstellerin Tracee Ellis Ross, ist seit Mitte Mai 2020 als Single-Download erhältlich.
Der Film erschien am 29. Mai 2020 in den USA und am 12. Juni 2020 in Deutschland als Video-on-Demand, nachdem eine Kinoauswertung aufgrund der Coronavirus-Pandemie entfiel. Am 15. Januar 2021 kam der Film in die chinesischen Kinos.

## Rezeption

### Kritiken
Bei Kritikern stieß der Film auf ein geteiltes Echo. So weist Rotten Tomatoes für den Film basierend auf 189 Kritiken 71 % positive Einschätzungen der Filmkritiker aus.

### Auszeichnungen
Black Reel Awards 2021
- Nominierung als Beste Nebendarstellerin (Tracee Ellis Ross)[13]

Golden Reel Awards 2021
- Nominierung für den Besten Tonschnitt in einem Musical[14]

Guild of Music Supervisors Awards 2021
- Nominierung für die Beste Music Supervision in einem Film mit einem Budget unter 25 Millionen US-Dollar (Linda Cohen)
- Nominierung für den Besten Filmsong („Love Myself“ – Greg Kurstin, Sarah Aarons, Tracee Ellis Ross & Linda Cohen)[15]

NAACP Image Awards 2021
- Nominierung als Beste Hauptdarstellerin (Tracee Ellis Ross)[16]

People’s Choice Awards 2020
- Nominierung als Bestes Filmdrama des Jahres[17]